# هادروصورويات
الهادروصورويات أو هادروصوريات الشكل هو فرع حيوي أو فوق فصيلة من الديناصورات طيرية الورك تضم «بطيات المنقار» أو الهادروصوريات وأقاربها. كانت تُضمن تقليدياً العديد من الهادروصورويات البدائية - مثل الأورانوصور - في شبه عرق (مجموعة غير طبيعية) «الإغواندونيات». لكن مع تحاليل علم التفريع الحديثة قسمت الإغواندونيات المُعتادة إلى العديد من المَجموعات الفرعية، وربما لا تتضمن الآن سوى الإغواندن وأقوى أقربائه.

## التصنيف
- فوق فصيلة الهادروصورويات:
  - إكويجوبوس.
  - جينزوصور.
  - نانيانغوصور.
  - شوانغمياوصور.
  - ألتيرهينس.
  - سيدروريستس.
  - إيولامبيا.
  - فوكويصور.
  - غليشيدز.
  - جياواتي.
  - أورانوصور.
  - بينيلوبوغناثوس.
  - بروباكتروصور.
  - بروتوهادروس.
  - جينتاصور.
  - تانيوس.
  - باكتروصور.
  - ليفنيسوفيا.
  - غلموريوصور.
  - تيثيشادروس.
  - فصيلة الهادروصوريات.

## وصلات خارجية ومراجع
- وصف الديناصوراتا طيرية الورك: الهادروصورويات.
- قاعدة بيانات حياة ما قبل التاريخ: الهادروصورويات - بطيات المنقار وأقاربها.
- تصنيف الهادروصورويات.